# Carita Holmström
Carita Elisabeth Holmström (Helsinki, 10 de febrero de 1954) es una pianista, cantante y compositora finlandesa. A lo largo de su carrera, ha compuesto e interpretado jazz, música ligera y música clásica. En 1974 representó a Finlandia en el Festival de Eurovisión con la canción "Keep Me Warm", con la que quedó en el puesto 13º.
Estudió piano con Izumi Tateno y de 1973 a 1974 en Estocolmo con Gottfrid Boon. Se diplomó en piano por la Academia Sibelius en 1979 y dio su primer concierto en 1981. Desde 1983 es profesora de piano (improvisación y armonía) en la Academia Sibelius.

## Biografía
Holmström posee formación en música clásica. Comenzó a estudiar piano en la Academia Sibelius de Helsinki a los 8 años y más tarde se trasladó a Suecia para continuar sus estudios. Hacia los 11 o 12 años empezó a interpretar música folk con Marianne Nyman, con la que en 1969 grabó el sencillo Soi kitarani soi. El dúo se disolvió en 1972 debido a sus diferentes aspiraciones musicales.
Holmström emprendió una carrera como solista y en el verano de 1973 grabó su álbum debut We Are What We Do, compuesto enteramente por ella, a excepción de la versión del tema "Time and a Word" del grupo Yes. Fue elegida "Álbum de Música Ligera del Año" por los editores de entretenimiento de la Corporación Finlandesa de Radiodifusión, y también fue votada "Vocalista Femenina del Año" por los lectores de la revista Musa.
En la primavera de 1974, Holmström representó a Finlandia en el Festival de Eurovisión, celebrado en Brighton (Reino Unido), con la canción "Keep Me Warm" (la versión finlandesa de la canción se llamó Älä mene pois), que le valió el decimotercer puesto, con 4 puntos.
En 1978, Holmström realizó una gira con el contrabajista Teppo Hauta-aho. Ambos continuaron trabajando juntos y en 1980 publicaron su álbum conjunto Two Faces, el cual no sólo incluye composiciones de Holmström, sino también versiones de "Windows", de Chick Corea, y de "Dear Prudence", de The Beatles, entre otras.
La trayectoria de Carita Holmström abarca una gran variedad de estilos, desde la música barroca hasta el pop, pasando por el jazz. En 1976 comenzó a componer para el teatro. Ha compuesto música coral y óperas de cámara, así como la pieza musical Lunatic Express (1995) y los musicales Brighton Rock (A. Larsson, 1996) y Kick (Marina Meinander, 2003).

## Discografía
- 1973 – We Are What We Do
- 1974 – Toinen levy
- 1980 – Two Faces
- 1984 – Aquamarin
- 1990 – Time of Growing
- 1994 – DUO!
- 2004 – Jos tänään tuntis' huomisen 1973–1974 (If Today Would Know Morrow)
- 2010 – My Diary of Songs